# 蓋巴湖
17°46′20″S 57°43′13″W / 17.77222°S 57.72028°W
蓋巴湖（西班牙語：Laguna La Gaiba）是南美洲的湖泊，位於巴西和玻利維亞接壤的邊境，由馬托格羅索州和聖克魯斯省負責管轄，處於巴拉圭河上，面積98平方公里，海拔高度160米。该湖周边主要为热带草原森林，人口稀少，每平方公里人口不到两人。